# RAF 24/30 HP
RAF 24/30 HP (také Typ T) byl model osobního automobilu vyráběný firmou Reichenberger Automobil-Fabrik (RAF) v Liberci v letech 1907 až 1912. Jednalo se o jeden z prvních dvou typů vozů představených pod značkou RAF. 

## Vývoj
Model 24/30 byl zkonstruován nově založenou továrnou RAF, jejímž spolumajitelem byl mj. liberecký průmyslník Theodor Liebieg, jakožto velký osobní automobil, který v nabídce doplňoval také menší typ 8/10 HP. První vozy obou typů vyjely z areálu bývalé Linserovy továrny v liberecké Barvířské ulici č. 18. 

## Konstrukce
Model byl vybaven čtyřválcovým řadovým motorem o vrtání 105 mm a zdvihu 130 mm, což dávalo zdvihový objem 4500 cm³. Ten podával výkon 22,1 kW/30 k. Cestovní vůz byl charakterizován širokým chladičem, čtyřrychlostní převodovkou (čtvrtý stupeň v přímém záběru), brzdami na všechna čtyři kola (dvě nezávislé převodové brzdy a i ruční brzdou na zadní kola). Spojka byla tzv. "mercedesovského" typu. Tento motor měl uspořádání "T", což znamenalo, že na každé straně válce byl jeden ventil. To ovšem znamenalo nutnost dvou vačkových hřídelů, poháněných ozubeným soukolím. Kliková hřídel byla vykována z chromniklové oceli a uložena ve třech velkých kuličkových ložiscích, což v té době rozhodně nebyla běžná konstrukce. Vysokonapěťové zapalovací magneto Bosch patřilo, stejně jako oběhové nucené mazání, k dalším pokrokovým konstrukčním prvkům.
Rám skládající se z podélných a příčných nosníků ve tvaru "U" byl vyroben z lisovaného ocelového plechu. Kola byla uchycena díky kardanovému závěsu. 

## Provoz
Oba modely, 8/10 a 24/30 HP byly vystaveny na pražské výstavě automobilů Pražský salon automobilový 22. až 26. března 1908 na pražském Výstavišti. Mezi 9. do 17. červencem 1908 se vozy zdárně účastnily také závodu Cena prince Jindřicha na trase Berlín – Štětín – Kiel – Hamburk – Hannover – Kolín nad Rýnem – Trevír – Frankfurt nad Mohanem (2200 km) jako jedny ze 129 přihlášených vozů. Dodávány byly nejen na rakousko-uherský trh, ale také do Německa, na přelomu let 1908 až 1909 byl první automobil, právě většího typu 24/30 HP, vyvezen také do Ruského impéria. Rozšířenou variantou karoserie u typu T byl doublephaeton.  
Typ se jako osobní vůz vyráběl do roku 1910, kdy jej definitivně nahradily novější tovární modely 14/18 HP, FW 25 a H 10. V dvou letech se pak vyrobilo několik kusů jako nákladní vůzy, kdy byl motor posunut vpřed a kabina řidiče byla umístěna nad něj (tzv. trambus).